# Luzhou (Nowe Tajpej)
Luzhou (chiń. upr. 芦洲区; chiń. trad. 蘆洲區; pinyin Lúzhōu qū; Wade-Giles Lu-chou ch’ü; pe̍h-ōe-jī Lô·-chiu-khu) – dzielnica (chiń. 區, qū) miasta wydzielonego Nowe Tajpej na Tajwanie. Znajduje się w zachodniej części miasta.
Do 1996 roku Luzhou było gminą wiejską (chiń. 鄉, xiāng), w latach 1997-2010 - miastem (chiń. 市, shì). 23 czerwca 2009 komitet przy Ministrze Spraw Wewnętrznych Republiki Chińskiej zarekomendował przekształcenie dotychczasowego powiatu Tajpej (chiń. trad. 臺北縣; pinyin Taibei xiàn) w miasto wydzielone; wszystkie miasta, jak Luzhou, i gminy wchodzące w skład powiatu zostały przekształcone w dzielnice (chiń. 區, qū). Ustawa weszła w życie 25 grudnia 2010 roku.
Populacja dzielnicy Luzhou w 2016 roku liczyła 200 702 mieszkańców – 101 934 kobiety i 98 768 mężczyzn. Liczba gospodarstw domowych wynosiła 70 235, co oznacza, że w jednym gospodarstwie zamieszkiwało średnio 2,86 osób.

## Demografia (2010–2016)
| Rok  | Liczba ludności | Gęstość zaludnienia | Kobiety | Mężczyźni | Gospodarstwa domowe |
| ---- | --------------- | ------------------- | ------- | --------- | ------------------- |
| 2010 | 197 793         | 26 603              | 99 757  | 98 036    | 65 435              |
| 2011 | 198 373         | 26 680              | 100 296 | 98 077    | 66 457              |
| 2012 | 199 490         | 26 830              | 101 038 | 98 452    | 67 478              |
| 2013 | 199 426         | 26 822              | 101 088 | 98 338    | 68 130              |
| 2014 | 199 750         | 26 865              | 101 439 | 98 311    | 68 922              |
| 2015 | 200 095         | 26 912              | 101 540 | 98 555    | 69 521              |
| 2016 | 200 702         | 26 993              | 101 934 | 98 768    | 70 235              |